# ۷۵۰ (میلادی)
۷۵۰ (میلادی) هفتصد و پنجاهمین سال تقویم میلادی است.

## درگذشتگان
‎